# Pierre de Chabaka

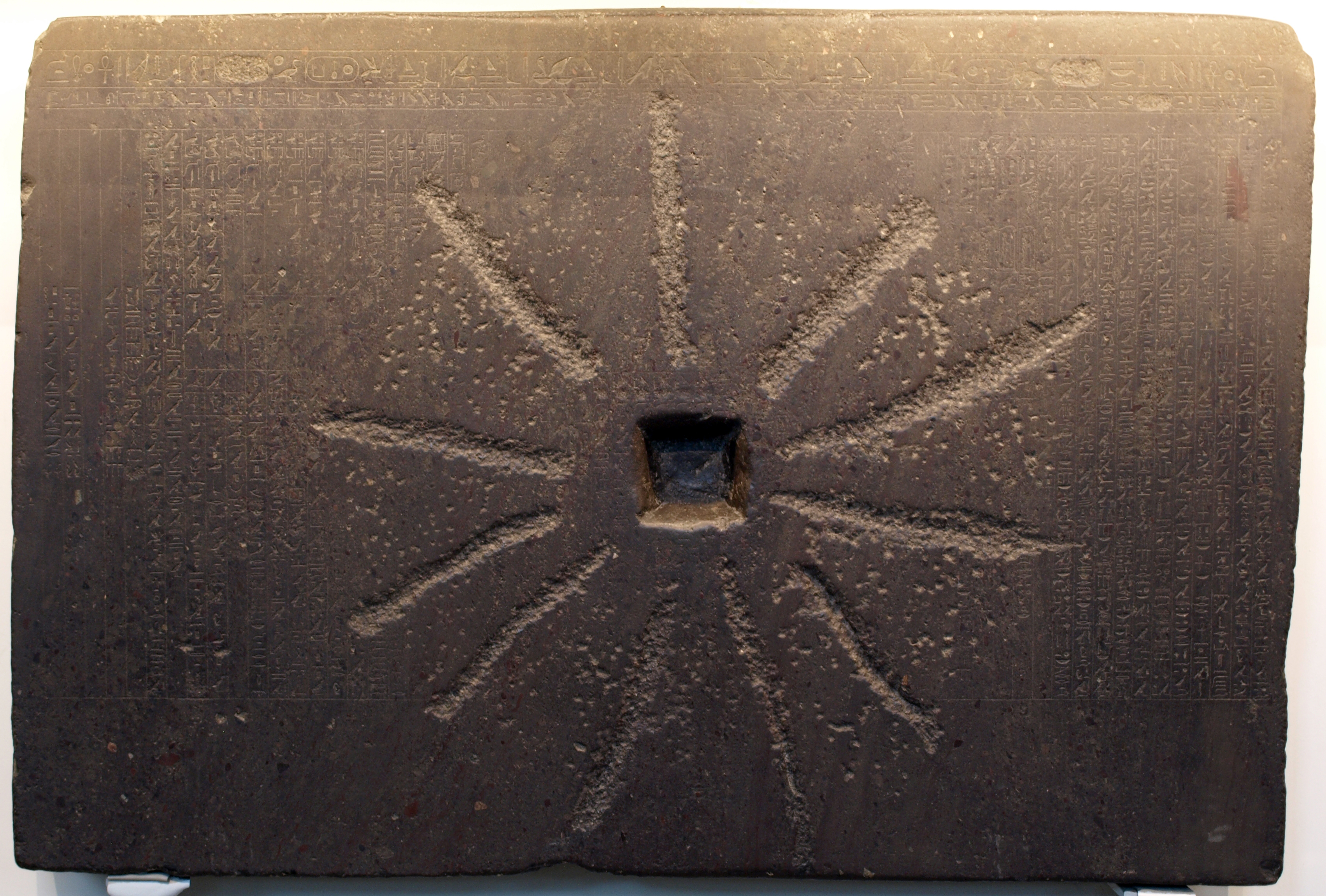
La pierre de Chabaka.

La pierre de Chabaka est une stèle de l'époque de la XXVe dynastie d'une hauteur de 92 centimètres et d'une longueur de 1,37 mètre découverte à Memphis et conservée au British Museum. Le texte couvre un rectangle d'environ 67 centimètres sur 153. Il est très abîmé en son centre car la pierre a servi ultérieurement dans un moulin.
Selon la deuxième ligne du texte, Chabaka, roi de Napata et pharaon de -716 à -702, horrifié de découvrir lors de sa visite au temple de Ptah qu'un rouleau de papyrus sacré était dévoré par les vers, a ordonné que le texte restant soit immédiatement gravé sur la pierre. Le texte évoque la cosmogonie memphite plaçant Ptah, divinité protectrice des artisans et dieu créateur, au centre de l'univers.
Ce texte continue à poser de nombreuses questions. La datation du document original que Chabaka a fait copier varie de plus de 2 000 ans selon les chercheurs. Certains le datent de l'Ancien Empire, voire avant. Puis on a proposé l'époque ramesside, ou nettement plus tard. D'autres pensent qu'il s'agit d'une création de Chabaka, et que la description de la découverte du papyrus dévoré est une « légende de découverte » dans l'intention de donner au contenu un poids plus important en tant qu’œuvre des anciens.
La dramaturgie présentée par le texte de la stèle peut être interprétée comme prouvant l'existence d'un théâtre de l'Égypte antique proche des mystères de notre Moyen Âge et remontant à la Ire dynastie selon l'étude publiée en 1928 par Kurt Heinrich Sethe sur la pierre de Chabaka et le papyrus dramatique du Ramesséum. Étienne Drioton précise cependant que la plupart des égyptologues retiennent la datation du Moyen Empire.

## Description

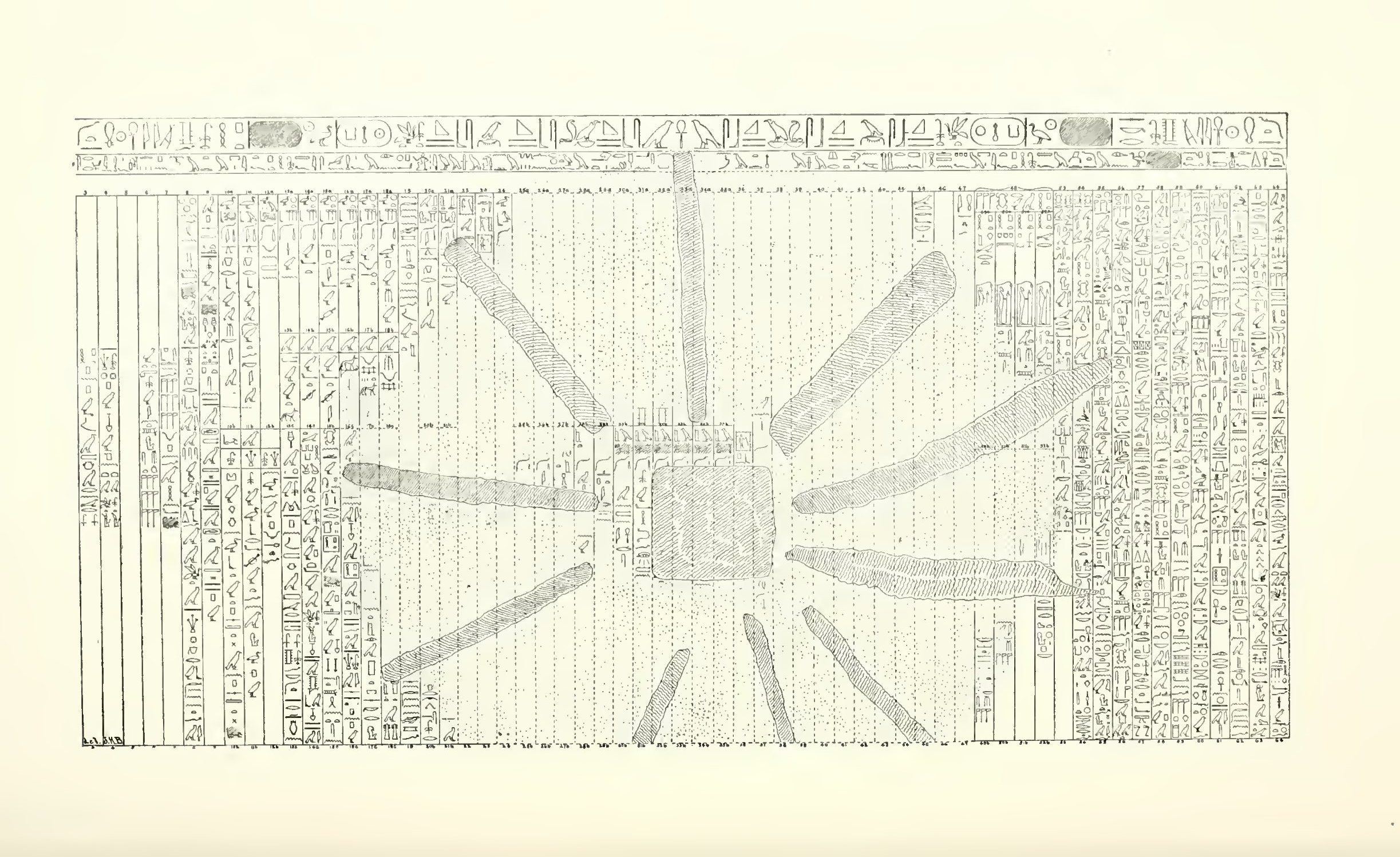
Copie épigraphique par Breasted (1901).

La première ligne contient la titulature du pharaon, c'est-à-dire l'ensemble des cinq noms par lesquels il est désigné dans les textes et inscriptions. Ils se suivent dans un ordre canonique : Horus, Deux Maîtresses ou Nebty, Horus d’or, roi de Haute et de Basse-Égypte, fils de Rê. Cette première ligne est écrite de manière symétrique et se lit du centre vers les bords. Les contenus sont identiques, sauf qu'à gauche, le dieu invoqué est Ptah et à droite Sokaris. Le texte est :
« Horus l'unificateur des deux pays, Nebty, unificateur des deux pays, Horus d'or, unificateur des deux pays, roi de Haute et Basse-Égypte, fils de Ré [Chabaka], aimé de Ptah-au-sud-du-mur (resp. Sokaris-au-sud-du-mur) qui vit éternellement comme Rê. »
La deuxième des lignes horizontales présente l'inscription comme la copie d'un texte (papyrus ou tablette de bois?) rongé par les vers, et trouvé par Chabaka dans le temple de Ptah à Memphis :
«  Sa majesté [Chabaka] a écrit ce texte à nouveau depuis le temple de son père Ptah-au-sud-de-son-mur. Sa majesté a en effet trouvé l'œuvre de ses ancêtres rongés par les vers, et comme on ne pouvait plus le comprendre du début à la fin, [il] l'a recopié de nouveau et en mieux, pour que son nom persiste à jamais et que les monuments du temple de son père Ptah-au-sud-du-mur perdurent à jamais. Fait par le fils de Ré [Chabaka] pour son père Ptah-Taténen, qu'il agisse en lui donnant la vie à jamais.  »

## Datation
Personne ne met en doute que la pierre de Chabaka a été fabriquée pendant le règne de Chabaka. En revanche, la datation du document désigné par Chabaka comme « œuvre des ancêtres », est toujours discutée, ; James Henry Breasted pense qu'il date du Nouvel Empire ou juste avant. Pour Adolf Erman, il provient du temps où Memphis est devenue la capitale de l'Ancien Empire. Kurt Sethe le date encore plus tôt, à savoir de la première dynastie, et estime que certaines parties ont dû être conçues dans la période préhistorique.
Cette datation ancienne a été acceptée pendant assez longtemps, et la pierre de Chabaka a été considérée comme une source pour la religion, la littérature et la vie intellectuelle de l'Ancien Empire. Les arguments en faveur de cette datation sont d'abord de nature linguistique et conceptuelle. Les indices qui montrent des traits d'une langue plus tardive sont attribués à l'intervention du copiste kouchiste.
Friedrich Junge propose en 1973 une approche entièrement différente. Il considère le texte comme une création originale de la XXVe dynastie. Il voit dans la langue des tendances archaïsantes qui ne diffèrent que peu des textes du Moyen ou du Nouvel Empire des XXVe et XXVIe dynasties. Les éléments qui, dans les précédentes interprétations, sont vus comme arguments pour l'âge ancien du texte, sont au contraire, pour Junge, caractéristiques des tendances archaïsantes ou des influences du néo-égyptien, ce qui est typique pour goût pour l'archaïsme de la période tardive. Le récit de la découverte du papyrus rongé par les vers est, par conséquent, une « légende de découverte » avec l'intention de donner un poids plus important au contenu, désigné comme l'« œuvre des ancêtres ». Elle doit aussi assurer une sorte d'héritage à la dynastie régnante, fraîchement installée.
Cette thèse de Junge a rencontré un certain succès, et est largement acceptée, même si H. A. Schlögl et Jan Assmann proposent une possible création pendant la période des Ramsès.
Benedikt Rothöhler, lui, estime qu'une datation basée sur le contenu et la langue n'est finalement pas possible. Pour lui, les textes religieux de l'Égypte antique n'étaient en général pas rédigés par un auteur unique à une période précise, mais ont évolué et mûri pendant une période assez longue avant de se constituer en textes autonomes. Par ailleurs, les textes religieux étaient souvent composés d'éléments repris dans des documents plus anciens, ce qui se retrouve dans l'expression linguistique empruntant plutôt à la langue du texte original qu'à celle de sa rédaction finale. On peut alors interpréter les expressions archaïques, plus exactement archaïsantes, comme une tentative du rédacteur tardif de présenter le texte en égyptien ancien, ou bien comme tentative du copiste tardif de reproduire un texte ancien difficilement intelligible. La datation, voire la preuve de l'existence d'un texte « original » n'est donc pas possible. En revanche, le texte présent sur la pierre est certainement une copie, et Rothöhler considère comme le plus probable que le document qui a servi à la copie a été rédigé à la fin de la Troisième Période intermédiaire, (XXIIe ou XIVe dynastie), donc un peu plus de cinquante ans avant la copie par Chabaka.

## Sens de lecture
Les hiéroglyphes des colonnes de l'inscription regardent vers la droite, ce qui implique normalement un sens de lecture de la droite vers la gauche, selon l'usage courant. L'inscription devrait commencer avec la colonne la plus à droite. Toutefois, ce sens de lecture est controversé. James H. Breasted et les chercheurs suivants adoptent, pour la plupart, une direction de lecture rétrograde, selon laquelle le texte débute à gauche. Les hiéroglyphes regardent alors vers la fin du texte, ce qui est un sens de lecture connu par ailleurs, par exemple dans les papyrus du livre des morts. En dehors de ce cas, les textes à lecture rétrograde sont plutôt rares.
La lecture rétrograde est prouvée, selon Breasted, par l'observation qu'à divers endroits une séquence de mots à la fin d'une colonne ne se termine pas en bas de la colonne, mais continue sur la colonne voisine de droite. Pour Rothöhler en revanche, ces fins de colonnes décalées vers la droite prouvent seulement que le copiste a écrit le texte de la gauche vers la droite et, parce que le document original avait peut-être des colonnes plus longues, a simplement terminé une colonne pleine sur la colonne suivante. Ceci n'implique pas nécessairement une lecture dans le sens de l'écriture. Rothöhler donne plusieurs exemples. Il considère qu'une lecture directe simplifie l'interprétation du texte et le rend plus compréhensible. Malgré ces indices, Assmann continue à soutenir la lecture rétrograde.

## Contenu
Voici un résumé du texte. Son interprétation varie selon que la lecture est rétrograde ou directe.

### Lecture de gauche à droite
Le texte suivant est un résumé d'une lecture rétrograde, et a été donnée par Breasted, Junker, et d'autres, et récemment encore Carsten Peust et Heike Sternberg-el Hotabi.
La partie gauche est intitulée « doctrine politique de Memphis » par Junker. Les trois premières colonnes appellent Ptah celui qui a « pensé les noms des choses et des dieux », qui a uni la Haute et la Basse-Égypte, et qui s'est engendré lui-même. C'est Atoum qui a donné existence à l'Ennéade. Lui ou Geb) termine la dispute entre les dieux Horus et Seth, en faisant de Seth le roi de la Haute-Égypte et d'Horus celui de la Basse-Égypte. Les deux s'en satisfont. Geb est mécontent parce que les parts de Horus et de Seth sont de même taille, alors qu'il voit en Horus l'héritier légal. Geb proclame devant l'Ennéade Horus comme roi qui, avec la capitale Memphis, règne seul sur toute l'Égypte. « Horus apparaît à Memphis, là où les deux pays s'unissent, comme roi qui a unifié les deux pays. » Nicolas Grimal donne une interprétation du rôle politique d'Horus comme interlocuteur entre les dieux et le pharaon. Est décrit ensuite l'enterrement d'Osiris à Memphis, et comment son corps a été sorti de l'eau par Isis.
La partie droite de la pierre, après la partie illisible, contient ce que Junker appelle le « récit des dieux de Memphis » ; elle décrit la création du monde par Ptah. Huit formes d'apparition de Ptah sont énumérées. Ptah crée le monde par « le cœur et la langue », c'est-à-dire la raison et la parole :
« 
Horus est issu du cœur de Ptah, et Thot de sa langue. C'est ainsi que se montre la priorité du cœur et de la langue sur les autres membres, et elle montre que Ptah est à la pointe de tout corps et toute souche de tous les dieux, tous les êtres humains, toutes les bêtes et tous les vers vivants, et il pense et commande ce qu'il veut. C'est ainsi que sont nés tous les dieux et l'Ennéade était complète. Et de ce que le cœur a pensé et que la langue a commandé, sont aussi issus tous les textes saints. »
À la fin du texte, le mythe d'Osiris est encore une fois évoqué. Horus ordonne à Isis et Nephtys de sortir Osiris de l'eau. Après sa récupération, Osiris « entre par les portes secrètes dans la splendeur du seigneur de l'éternité, sur la trace de celui qui se lève à l'horizon, sur le chemin de Rê vers le trône suprême ». Il s'unifie avec l'empire des morts et rejoint l'assemblée des dieux de « Taténen, Ptah, seigneur des années ». Suit le récit de l'enterrement d'Osiris à Memphis, et le fait que Horus est maintenant roi de toute l'Égypte.

### Lecture de droite à gauche
Benedikt Rothöler soutient pour plusieurs raisons la lecture directe, de droite à gauche. Il interprète alors l'inscription comme suit.
Après des louanges introductifs à Ptah, il est noté que Memphis, la ville de Ptah, est aussi le lieu de sépulture d'Osiris. Le récit de la récupération d'Osiris des flots est une explication détaillée de ce fait. Lorsque les dieux et leur ka sont réunis à Memphis pour les fêtes de deuil, Ptah crée pour eux les images de culte. Sur cette base, Ptah organise le monde comme une topographie cultuelle : un temple pour les images cultuelles, une ville pour le temple, les nomens pour l'approvisionnement des lieux de culte, etc. Les œuvres créatrices de Ptah sont comparées à celles d'Atoum. En réaction à ses œuvres créatrices suit, en son honneur, l'énumération de ses formes d'apparition.
Sur la partie droite est encore une fois récapitulé, dans une formulation légèrement différente, comment Osiris a été extrait des eaux. Ensuite, il reçoit une tombe à Memphis. En ce lieu, Horus et Seth sont rassemblés. Ils fraternisent, tous deux sont satisfaits. Geb proclame Horus comme héritier. Les attributions sont réparties : Horus reçoit la Haute-Égypte et Seth la Basse-Égypte. Ainsi, la situation finale désirée est atteinte, l'Ennéade et les deux dieux rois sont satisfaits. Dans le résumé final, les créateurs Atoum et Ptah sont mentionnés. Ptah est, en tant que seigneur de Memphis, le véritable roi des deux pays.

## Le mythe de la création
Tout d'abord est issue de Ptah l'Ogdoade d'Hermopolis qui personnifie l'état originel préexistant. Ainsi, Ptah est même antérieur à la préexistence. À la base du mythe de création de Memphis est l'Ennéade. Dans ce récit, le dieu Atoum apparait comme dieu créateur. De lui sont issus les dieux Shou et Tefnout, dont le règne se transmet d'une génération de dieux à la suivante jusqu'à la cinquième génération Horus assume le pouvoir et se personnifie dans chaque pharaon régnant. Le mythe memphite étend le mythe héliopolite en complétant l'arbre généalogique par Ptah : C'est Ptah-Taténen qui est le premier créateur, devant Atoum.
Ptah crée le monde par le cœur et la langue, c'est-à-dire par la connaissance et la parole : Ptah a d'abord pensé le monde, avec de le créer en le prononçant. Le cœur joue un rôle important en tant qu'élément qui conçoit la création, qui la planifie et qui crée les hiéroglyphes comme moyen de noter, par l'écriture, la forme des objets que le cœur invente. Le cœur conçoit les objets, la langue les vocalise et l'écriture hiéroglyphique les rend visibles. Ptah, le dieux des artistes et des artisans, est responsable de la conception des choses. Thot, le dieu de la langue, et par là aussi le dieu de l'écriture, matérialise les pensées du cœur sous forme parlée et écrite.